# Symploce nigroalba
Symploce nigroalba är en kackerlacksart som först beskrevs av Hanitsch 1927.  Symploce nigroalba ingår i släktet Symploce och familjen småkackerlackor.
Artens utbredningsområde är Vietnam. Inga underarter finns listade i Catalogue of Life.